# 蔡清鈿
蔡清鈿（1957年—），台灣木雕藝術家，現居於台灣宜蘭縣壯圍鄉。

## 簡介
蔡清鈿出生於嘉義縣溪口鄉，國小畢業後即往赴台北萬華艋舺學習木雕，進入鑿花雕刻大師黃龜禮門下，僅學了兩年便轉型從事木工雕刻，後來大陸木雕作品衝擊下再次轉型，在1999年成立個人工作室，全心投入創作，作品常以以「蘭花」與「昆蟲」為創作主題，從2002年起廣泛參與比賽，屢獲肯定。被國立台灣工藝研究發展中心肯定，列定為工藝之家。

## 展演記錄
- 2004年　受邀於苗栗木雕博物館舉辦個展
- 2005年　受邀於宜蘭佛光緣美術館舉辦個展
- 2006年　參加總統府藝廊（當代木雕的工藝精神展）
- 2010年    宜蘭美展邀請展
- 2011年    臺中市立大墩文化中心邀請展
- 2013年   立法院文化走廊邀請展

## 得獎記錄
- 2001年　台灣木雕藝術創作競賽佳作
- 2001年　第9屆台灣工藝競賽入選
- 2002年　台灣木雕藝術創作比賽－傳統木雕類第一名
- 2002年　台灣木雕藝術創作比賽－複合媒材類第二名
- 2003年　第57屆全省美展入選
- 2004年　第58屆全省美展工藝類第一名
- 2004年　第17屆全國美展金龍獎
- 2005年　第10屆大墩美展工藝類第三名
- 2005年　第5屆國家工藝獎雕塑入選
- 2006年　第11屆大墩美展工藝類優選
- 2006年　國家工藝獎第6屆入選
- 2006年　第2屆大墩工藝師雕塑類特頒證
- 2014年    世界工藝文化節國際木雕比賽  銅獎
- 2015年    大陸泉台兩岸雕藝行業職工技能競賽    三等獎

## 資料來源
- 國立台灣工藝研究發展中心--蔡清鈿[永久]
- 台灣工藝生活美學概念館--蔡清鈿[永久]